# ویتولد کریر
ویتولد کریر (روسی: Витольд Анатольевич Креер؛ ۱۲ october ۱۹۳۲ – ۱ اوت ۲۰۲۰ (۸۷ ساله)) ورزشکار دو و میدانی اهل اتحاد جماهیر شوروی سوسیالیستی بود.
وی در مسابقات کشوری و بین‌المللی در مجموع برندهٔ ۲ مدال برنز شده‌است.